# Спекание

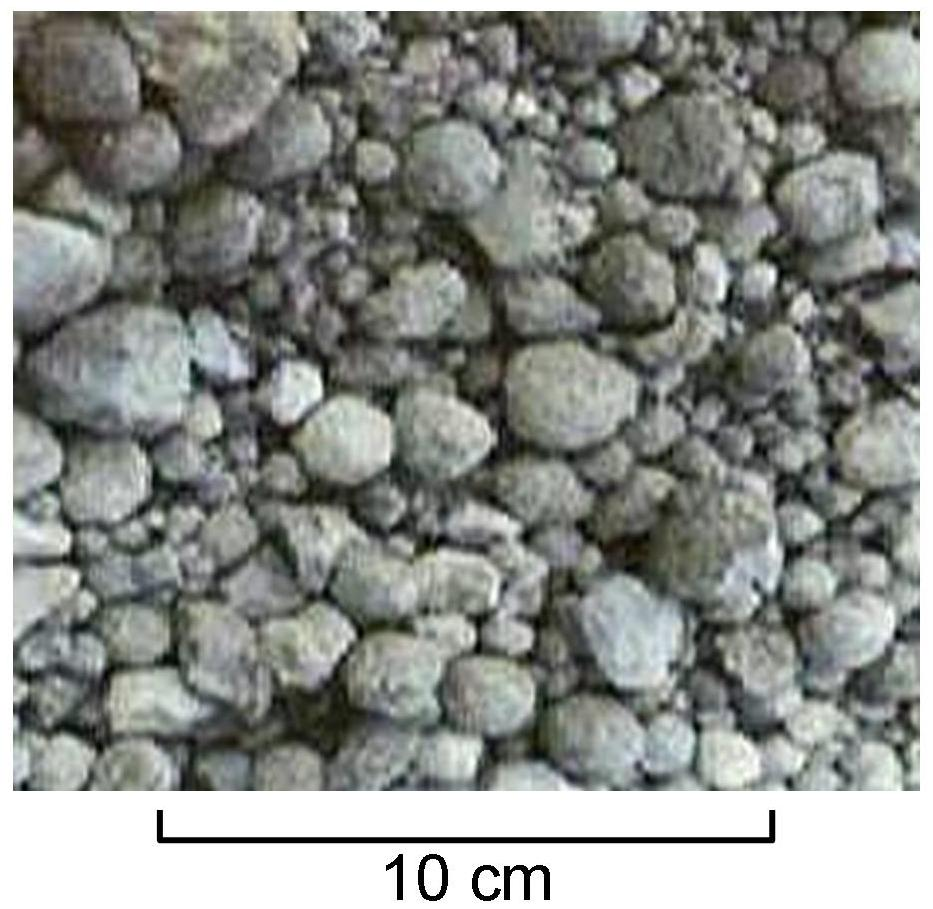
Клинкерные гранулы, полученные методом спекания

Спекание в технике — процесс получения плотного и прочного камневидного тела из слабосвязанного пористого зернистого материала. По своей сути, спекание представляет собой заполнение веществом пор, их "удаление" при высокой температуре за счет самопроизвольного уплотнения дисперсного пористого тела.
Спеканию подвергаются материалы, например, при агломерации, коксовании, при подготовке слабоспекающихся углей к коксованию, в производстве керамики, огнеупорных изделий; Спекание — одна из технологических стадий порошковой металлургии.
При нагреве многокомпонентных материалов возможно плавление какой-либо составляющей (но не основы), тогда появление жидкой фазы окажет существенное влияние на закономерности спекания. 
В зависимости от материала, спекание может быть: 
- Твердофазным - за счет переноса вещества в твердой фазе в отсутствие жидкости и без участия газовой фазы (горячее прессование нагретого порошка металлов).

- Жидкостным - с участием жидкой фазы (расплава), образующегося в твердом зернистом теле за счет плавления его компонентов.

- Реакционным - за счет уплотнения и упрочнения материала при высокой температуре при помощи химической реакции в зернистом теле (обжиг керамики на основе карборунда SiC, нитрида кремния SisN4 и некоторых других бескислородных соединений).[1] [2]